# Klärbad
Ein Klärbad wird in der chemotechnischen Fotografie vornehmlich dazu verwendet, um bei Umkehrprozessen (s. Umkehrentwicklung) das durch das Bleichbad neuerlich oxidierte Silber aus der Schicht auszuwaschen. Die wirksame Substanz ist meistens Natriumsulfit; vielfach ist es allerdings bereits im Bleichbad enthalten.

## Rezepte
- für Orwo 831: 50 Gramm Natriumsulfit, Wasser bis auf 1 Liter auffüllen
- für Ilford: 50 Gramm Kaliumsulfit, Wasser bis auf 1 Liter auffüllen